# Jon Andoni Goikoetxea
Jon Andoni Goikoetxea Lasa, född 21 oktober 1965 i Navarras huvudstad Pamplona, är en spansk före detta fotbollsspelare, aktiv under 1980- och 90-talet.

## Karriär
Goikoetxea har efter La Ligadebuten 1985 i CA Osasuna spelat för Real Sociedad, FC Barcelona, Athletic Bilbao och Yokohama F. Marinos. Han har även spelat för det spanska landslaget och var där en av de stora stjärnorna vid VM i fotboll 1994 och gjorde bl.a. ett av VM:s vackraste mål vid gruppspelsmatchen mot Tyskland.
Efter att ha varit assisterande tränare åt José Ziganda i Osasuna, blev han assisterade tränare i Xerez CD när de avancerade till förstaligan säsongen 2009/2010.

## Meriter
- UEFA Champions League:1 
  - 1991-92
- Spansk mästare: 4 
  - 1990-91, 1991-92, 1992-93, 1993-94
- Supercopa de España: 3 
  - 1992, 1993, 1995
- 1991, utnämnd till årets spanska fotbollsspelare i en omröstning i tidningen Don Balón.
- Uttagen som reserv till världslaget vid VM 94.